# Cultura de Cartum Variante
A cultura Cartum Variante desenvolveu-se entre 5800-3 500 a.C. na Baixa Núbia, especialmente em torno da segunda catarata. Sua indústria lítica (baseada em quartzo, sílex e ágata) foi composta por micrólitos, entalhes, lâminas bifaciais, proto-goivas, denticulados, lunados, raspadores côncavos, perfuradores, mós, geométricos, pontas de flechas pedunculares e buris. A cerâmica tinha diversas cores (avermelhada, marrom clara ou cinza), temperamento (quartzo, feldspato, micáceo) textura granulada ou arenosa e decoração (linhas pontinhadas, linhas tracejadas retas, ziguezagues). A economia era baseada na caça (avestruzes), pesca (peixes e moluscos) e coleta vegetal, o que indica que o estilo de vida era semi-permanente (os sítios também apontam para tal conclusão).